# Тишпак
Тишпак — шумерский бог бури, покровитель древнешумерского города Эшнунна, в старовавилонский период культ Тишпака вытеснен культом бога Ниназу.
Происхождение бога неизвестно, возможно, он поначалу идентифицировался с хурритским богом грозы Тешубом. После вхождения в аккадский пантеон получил эпитет «предводитель войск». Фигурирует в аккадском мифе как победитель чудовищного льва Лаббу, на борьбу с которым Тишпака снарядили боги.